# Underneath the Pine
Underneath the Pine – drugi album studyjny Toro y moi, wydany 22 lutego 2011 roku nakładem wytwórni Carpark Records. 

## Lista utworów
1. “Intro/Chi Chi”
2. “New Beat”
3. “Go With You”
4. “Divina”
5. “Before I'm Done”
6. “Got Blinded”
7. “How I Know”
8. “Light Black”
9. “Still Sound”
10. “Good Hold”
11. “Elise”